# 七人ミサキ
七人ミサキ（しちにんミサキ）または七人みさき（しちにんみさき）は、高知県を始めとする四国地方や中国地方に伝わる集団亡霊。

## 概要
災害や事故、特に海で溺死した人間の死霊。その名の通り常に7人組で、主に海や川などの水辺に現れるとされる。
七人ミサキに遭った人間は高熱に見舞われ、死んでしまう。1人を取り殺すと七人ミサキの内の霊の1人が成仏し、替わって取り殺された者が七人ミサキの内の1人となる。そのために七人ミサキの人数は常に7人組で、増減することはないという。
この霊の主は様々な伝承を伴っているが、中でもよく知られるものが、『老圃奇談』『神威怪異奇談』などの古書にある土佐国（現・高知県）の戦国武将・吉良親実の怨霊譚である。安土桃山時代、吉良親実は伯父の長宗我部元親の嫡男・長宗我部信親の死後、その後嗣として長宗我部盛親を推す元親に反対したため、切腹を命ぜられた。そのときに家臣たち7人も殉死したが、それ以来彼らの墓地に様々な怪異があり、親実らの怨霊が七人ミサキとなったと恐れられた。それを耳にした元親は供養をしたが効果はなく、怨霊を鎮めるために西分村益井（吾川郡木塚村西分、現・高知市春野町西分字増井）の墓に木塚明神を祀った。これが現存する吉良神社である。また『土陽陰見奇談』『神威怪異奇談』によれば、親実と共に元親に反対した比江山親興も切腹させられ、妻子たち6人も死罪となり、この計7人の霊も比江村七人ミサキとなったという。
また広島県三原市には経塚または狂塚と呼ばれる塚があったが、かつて凶暴な7人の山伏がおり、彼らに苦しめられていた人々が協力して山伏たちを殺したところ、その怨霊が七人ミサキとなったことから、その祟りを鎮めるためにこの塚が作られたのだという。
ほかにも土地によってはこの霊は、猪の落とし穴に落ちて死んだ平家の落人、海に捨てられた7人の女遍路、天正16年（1588年）に長宗我部元親の家督相続問題から命を落とした武士たち、永禄時代に斬殺された伊予宇都宮氏の隠密たちなど、様々にいわれる。
山口県徳山市（現・周南市）では、僧侶の姿の七人ミサキが鐘を鳴らしながら早足で道を歩き、女子供をさらうという。そのために日が暮れた後は女子供は外出しないよう戒められていたが、どうしても外出しなければならないときには、手の親指を拳の中に隠して行くと七人ミサキの難から逃れられたという。

## 渋谷七人ミサキ
渋谷七人ミサキ（しぶやしちにんミサキ）は、1990年代後半に語られていた都市伝説。
渋谷のあちこちの坂で女子高生7人が、立て続けに死に至ったとされるもの。これは援助交際を行なっていた彼女らが妊娠した子供を中絶した後、その子供たちの怨念が七人ミサキとなり（または子供たちの怨念が伝承上の七人ミサキを甦らせ）、母親である女子高生たちに復讐したといわれている。